# Коробенешть
Коробенешть, Коробенешті (рум. Corobănești) — село у повіті Васлуй в Румунії. Входить до складу комуни Войнешть.
Село розташоване на відстані 254 км на північний схід від Бухареста, 24 км на південний захід від Васлуя, 71 км на південь від Ясс, 128 км на північ від Галаца.

## Населення
За даними перепису населення 2002 року у селі проживали 33 особи, усі — румуни. Усі жителі села рідною мовою назвали румунську.